# Teletrabajo

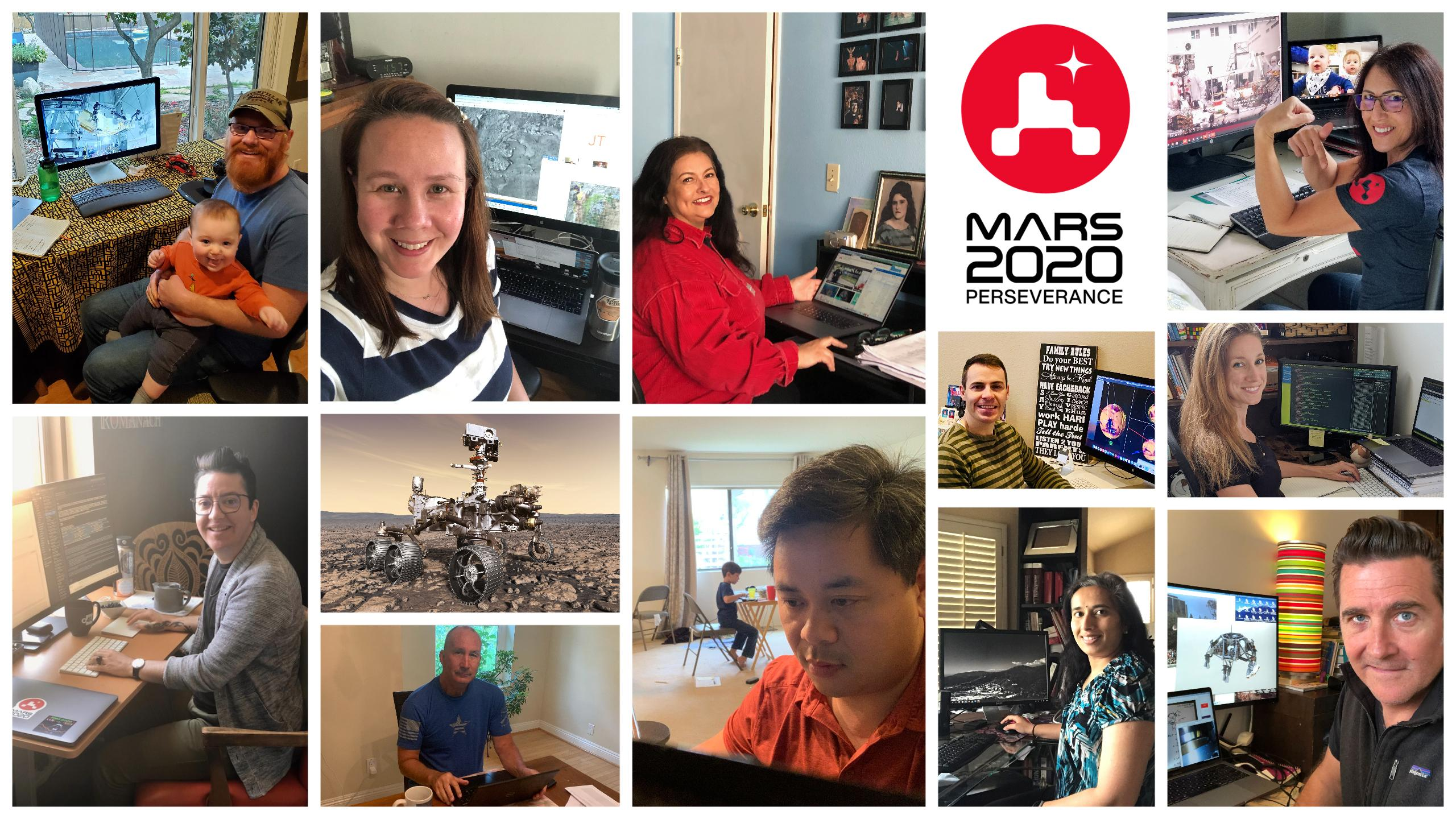
Miembros del proyecto del rover Perseverance Mars de la NASA trabajando desde sus casas durante el brote de coronavirus.

El teletrabajo es una modalidad de trabajo productivo en la que una parte importante de la jornada laboral se realiza desde una ubicación diferente a las dependencias de la empresa mediante la utilización de las nuevas tecnologías de la información y la comunicación (TIC). Puede desempeñarse tanto por cuenta ajena como de forma autónoma.
Es el trabajo realizado a distancia utilizando las TIC para producir bienes y servicios por cuenta propia o ajena y vender productos y servicios al mundo. Las TIC necesarias para estas tareas son principalmente ordenador, Internet, celular, teléfono y cámara digital, entre otras. Dentro de Internet se engloba principalmente la navegación web y el correo electrónico. Y, según el caso, blogs, sitios web, programas de traducción, mensajería instantánea (chat) y telefonía IP (voIP).
La Organización Internacional del Trabajo define el teletrabajo como una forma de trabajo que se realiza en una ubicación alejada de una oficina central o instalaciones de producción, separando al trabajador del contacto personal con colegas de trabajo que estén en esa oficina y como la nueva tecnología hace posible esta separación facilitando la comunicación.
Sin embargo, no debe confundirse trabajo remoto con trabajo freelance, es importante resaltar esta diferencia porque el trabajo remoto tiene una cierta relación de dependencia con la empresa o empleador, mientras que el trabajo freelance remoto es una actividad que se realiza a cambio de un pago u honorarios, aunque en el fondo comparten que se pueden hacer desde cualquier parte del mundo o con mayor movilidad y distancia.

## Definiciones
El concepto de teletrabajo puede tener una definición amplia, una más estricta, otra de carácter jurídico y por último, una según su funcionalidad:
- Definición amplia: forma de trabajo que se realiza en un lugar alejado de las oficinas centrales o centros de trabajo habituales,y que implica la utilización de equipos informáticos y de telecomunicaciones como herramientas primordiales para el cumplimiento de las actividades. De este concepto se confiere que trata de una manera de trabajar especialmente ligada a las nuevas tecnologías y su creciente desarrollo que han condicionado el ámbito laboral. Por este motivo se lo puede considerar al teletrabajo como e-trabajo ("e-working" o "electronic working"). El carácter inespecífico de esta definición lo confiere el hecho de que el e-trabajo engloba actividades asociadas a las nuevas tecnologías sin establecer el contexto en donde se desarrollan. Por ejemplo, un empleado de atención al cliente en línea desarrolla su labor de forma no presencial gracias al desarrollo de las nuevas tecnologías aunque este puede estar trabajando desde un establecimiento definido por la empresa o desde su hogar.
- Definición estricta: comparte las características del concepto anterior con la salvedad de que el teletrabajo indefectiblemente, para ser considerado como tal, debe comprender una nueva organización singular del trabajo por lo que deja de considerarse sinónimos los conceptos de teletrabajo y e-trabajo. Dentro de esta visión, todo teletrabajo es e-trabajo pero todo e-trabajo no puede considerarse teletrabajo. Volviendo al ejemplo anterior, las normas, regulaciones y características de un trabajo convencional con presencialidad física en un espacio laboral asignado no son las mismas que el trabajo desarrollado desde el hogar u otro lugar móvil.
- Definición jurídica: es una forma de organización laboral, que consiste en el desempeño de actividades remuneradas o prestación de servicios a terceros utilizando como apoyo las tecnologías de la información y comunicación (TIC) para el contacto entre el trabajador y la empresa, sin que se requiera la presencia física del trabajador en un lugar específico de trabajo.
- Definición funcional: es cualquier forma de trabajo desarrollado por cuenta de un empresario o de un cliente, y por parte de un trabajador dependiente, por un trabajador autónomo o por un trabajador a domicilio efectuado regularmente y durante una parte importante de su jornada laboral, desde uno o varios lugares distintos al lugar de trabajo tradicional y mediante el uso de tecnologías informáticas y de telecomunicaciones.

## Descripción
Muchas de las tareas que se ejecutan en una oficina o un despacho no requieren de la presencia del trabajador en su puesto y pueden ser realizadas a distancia utilizando las tecnologías de la información y la comunicación (más conocidas como TIC). De esta manera se disminuyen los tiempos de desplazamiento y se reducen los tiempos muertos sin tareas que realizar. También plantea una replanificación del trabajo; de horas en la oficina a horas dedicadas al trabajo.
Las TIC permiten procesar la información para el trabajo. En estas se puede englobar la computadora, el fax, el teléfono móvil, el propio Internet (correo electrónico, chat, llamadas sobre IP y videoconferencia), etc.
El trabajo puede ser desempeñado en una casa, en un centro de trabajo cooperativo, en un hotel, en un restaurante, en un ómnibus, en un automóvil, en un cibercafé o en cualquier otro lugar. El teletrabajo también es una excelente opción para personas con algún tipo de limitación que no pueden transportarse físicamente a su área de trabajo, y para las personas que viven en países diferentes al de su trabajo.
Hoy, el teletrabajador tiene acceso a bases de datos, a reuniones virtuales y transferencia de información, lo cual le permite tomar decisiones en tiempo real, maximizando su eficiencia dentro de los procesos productivos.
Es común que los teletrabajadores adopten la modalidad de trabajo autónomo, donde a través de distintas plataformas como Freelancer.com, Nubelo o Workana.com encuentran clientes a distancia que están buscando sus servicios.
Los sistemas de conexión a distancia, las mejoras de las comunicaciones, el cambio de mentalidad de muchas empresas que empiezan a ver el teletrabajo como un ahorro de costes, así como la percepción que tienen muchos empleados de esta modalidad, son algunos de los factores que están propiciando el avance de esta forma de trabajo.

### Clases o modalidades de teletrabajo
En lo referente a teletrabajo existen diferentes modalidades, las cuales vienen dadas por diversos condicionantes. La clasificación más recurrente está basada en el lugar de trabajo: en el domicilio es la situación más habitual y con mayor crecimiento, suele presentarse como flexibilización de la jornada laboral, combinándolo con trabajo presencial; la segunda opción es el alquiler de un puesto en un telecentro, el cual cuenta con todos los servicios necesarios; por último, en el tipo itinerante los empleados realizan su trabajo desde cualquier emplazamiento mediante el uso de dispositivos móviles y medios telemáticos.
Por otra parte existe una segunda clasificación en función de la conexión que se establece entre empresa y trabajador durante la jornada laboral. En este caso se dan los siguientes tipos: el teletrabajo interactivo, también llamado en línea o en tiempo real, donde hay una conexión directa entre el terminal del trabajador y la empresa, que puede controlar la actividad realizada; el de sentido único, en el cual la conexión es unidireccional, por tanto los datos llegan a la empresa pero no es posible un control directo sobre el teletrabajador; y en el desconectado, en el que no existe conexión directa, el empleado recibe unas instrucciones previas, con las que realizará las tareas asignadas, para finalmente enviar los datos al empleador.

## Historia
El teletrabajo tiene su mayor implantación en la década de los 70 debido a la crisis energética o crisis del petróleo, ya que en el momento se vio como una alternativa a los desplazamientos al lugar de trabajo físico. Posteriormente, en la década de los 80, se comenzó a incentivar el teletrabajo desde la perspectiva de la legislación para favorecer el cuidado del medioambiente y la reducción de la contaminación.[cita requerida]
Debido al gran avance de las tecnologías, a la difusión de computadoras personales, de teléfonos móviles, del uso más generalizado de la herramienta del correo electrónico para el trabajo y de la expansión de las redes, el teletrabajo empezó a cobrar una mayor importancia en la década de los 90.
Un proceso a destacar en la sociedad global que favoreció considerablemente la difusión del teletrabajo fue la globalización, consecuencia a su vez del incesante desarrollo de la tecnología.
A este punto también se suman la crisis laborales y económicas en distintos países y la pérdida de valor de sus monedas, lo cual terminó influyendo considerablemente en que cientos de profesionales comenzaran a buscar ofertas laborales en otras fronteras, sin la necesidad de emigrar. Son muchas las profesiones que permiten esta modalidad sin problemas.
Durante el primer trimestre de 2020, a medida que la pandemia provocada por el COVID-19 se extendía, y a consecuencia de ella, entraron en vigor las medidas de confinamiento. A raíz de ello las empresas y organizaciones se vieron obligadas a adaptarse a las nuevas tecnologías y a implantar el teletrabajo para poder continuar con su actividad.
El teletrabajo ha adquirido relevancia, especialmente desde el año 2020, generando un gran interés, no solo en lo relacionado con el mercado laboral, sino en otros ámbitos como pueden ser la economía, demografía, sociología o psicología. Su uso en los últimos años ha aumentado debido al desarrollo de las tecnologías de la información y la comunicación, y especialmente durante la pandemia de COVID-19, en la que se ha dado prioridad al trabajo a distancia.
Además de su impacto en el mercado laboral, el auge del teletrabajo durante la pandemia de COVID-19 también puso de manifiesto la importancia de la adecuación de las viviendas para esta modalidad. 
Un estudio realizado en España analizó cómo el confinamiento afectó la percepción de los teletrabajadores sobre sus espacios de trabajo en casa, revelando que muchas viviendas no estaban preparadas para el teletrabajo y que la idoneidad de estos espacios estaba relacionada con el nivel socioeconómico. La investigación destacó la necesidad de mejorar el diseño de las viviendas y de desarrollar políticas que favorezcan el teletrabajo en condiciones adecuadas.

## Organización del teletrabajo
La organización es fundamental en el teletrabajo, las empresas deben invertir y realizar los cambios necesarios. Lo recomendable es determinar si la empresa presenta las condiciones idóneas para teletrabajar (estructura organizacional, motivación entre sus empleados, tecnología, inversiones, ventajas, riesgos etc.). Algunos pasos encaminados hacia el diseño y gestión del teletrabajo serían: 
- Definir condiciones de la jornada laboral y objetivos.
- Adecuar al personal con la formación y equipos necesarios.
- Sustentar una buena comunicación (reuniones telemáticas).
- Seguir la productividad, con aplicaciones como Slack.
- Evaluar para garantizar que el procedimiento se lleva a cabo exitosamente.[17]

## Medidas de prevención de riesgos laborales
El teletrabajo presenta aspectos positivos y negativos en la salud física, mental y profesional del empleado; trabajar en casa disminuye el riesgo de estrés laboral, minimiza el riesgo de lesiones al disminuir la frecuencia de desplazamiento, permite lograr un equilibrio entre las demandas laborales y familiares, permite una mayor oportunidad de incorporar personas con capacidades especiales a la nómina laboral, se han reportado además una importante descenso del índice de ausentismo por enfermedad, y un incremento en la productividad laboral. Los aspectos negativos que con frecuencia se informan son el aislamiento social, desmotivación por estancamiento de la carrera profesional, trastornos de ansiedad y conflictos familiares cuando se prioriza una alta carga laboral sobre los aspectos familiares.
Los empleadores responsables con la salud laboral de sus empleados en teletrabajo, deben tener un equipo técnico que evalué el ambiente laboral en casa, observando los aspectos ergonómicos del mobiliario y el equipo tecnológico, la conducta ante la modalidad de trabajo, el entorno familiar y las aspiraciones profesionales del empleado, con el objeto de identificar factores de riesgo para lesiones físicas o trastornos psicológicos.

## Teletrabajo con perspectiva de género
Según el Instituto Europeo de la Igualdad de Género, la pandemia de COVID-19 ha demostrado el potencial que tiene el teletrabajo en las empresas. Sin embargo, también ha puesto de manifiesto los conflictos para equilibrar vida laboral y familiar, especialmente en mujeres con hijos de entre 0 y 5 años. Durante las jornadas de teletrabajo, las madres gestionan con más frecuencia que los padres interrupciones familiares. Esta sobrecarga puede llevar a una disminución de la productividad y afectar a su carrera profesional, así como la progresión salarial.
El teletrabajo puede comportar riesgos vinculados a la conciliación, la corresponsabilidad y la igualdad de género. El incremento de la carga de cuidados y trabajo doméstico, un desequilibrio de los horarios y el deterioro de la salud de las mujeres, por la falta de descanso, son algunos de los aspectos negativos de esta modalidad de trabajo. 
Por su parte, ONU Mujeres en su estrategia para favorecer la paridad de género, destaca la necesidad de fortalecer formas laborales flexibles, como el teletrabajo.

## Teletrabajo y medio ambiente
La crisis del COVID-19 ha provocado un aumento del teletrabajo a nivel mundial. Según un estudio de la fundación Más Familia, casi la mitad de los empleados preferirían trabajar desde sus hogares. Los investigadores creen que esta tendencia haría descender los niveles de CO2 tres millones de toneladas por año solo en España, cifra que se vería multiplicada si lo extendemos a todos los países. Además, esto no solo desencadenaría beneficios para el medio ambiente sino que también habría menor número de accidentes de tráfico como consecuencia de la reducción de los desplazamientos y por ende, menor tasa de mortalidad.
En un informe , realizado por la organización ecologista y pacifista Greenpeace, se reflejan los impactos que ha tenido la implantación del teletrabajo en la movilidad y en las emisiones de CO2 mostrando una disminución de los gases de efecto invernadero en grandes metrópolis. Esta situación puede suponer un estímulo hacia unos esquemas laborales más respetuosos con el clima, dando lugar a un  desarrollo sostenible, obteniendo beneficios a nivel de salud al promover la mejora de la calidad del aire del ambiente en el que se habita.
El transporte humano es una de las causas principales de emisión de gases de efecto invernadero, motivado, sobre todo, por el tráfico de automóviles diésel y gasolina. De manera que, la transición hacia modalidades de transporte alternativas, que puedan disminuir la huella de carbono, es clave para mejorar las condiciones.
No obstante, una investigación británica, ha rechazado la idea de que el teletrabajo favorece el desarrollo del medio ambiente. El hecho de que cada individuo trabaje desde su propia casa y no se haga uso del centro de trabajo común puede suponer, según el escenario, un aumento en el gasto energético en invierno por el consumo de calefacción.

## Legislación del teletrabajo
Tras la pandemia del COVID-19 se ha comenzado a legislar en varios países de manera específica el régimen de teletrabajo. Los factores comunes a las diferentes leyes publicadas o en curso de redacción son: la necesidad de acuerdo mutuo entre empleador y empleado para la modalidad de teletrabajo. Las herramientas y equipos necesarios como ordenadores, licencias y otros deben correr a cargo del empleador. Los costes derivados para el empleado tales como electricidad o internet deben también contemplarse en el contrato para su compensación. Por último, los temas relacionados con seguridad y salud laboral, bienestar en el trabajo y salud mental también están siendo tratados en la mayoría de los países.

### Beneficios e inconvenientes
Muchos estudios han demostrado que los beneficios para las organizaciones y los empleados son múltiples; estos incluyen el aumento de la satisfacción laboral y una disminución del estrés. El teletrabajo está presente en el mercado laboral actual de muchos países, su uso aumentó a partir de la pandemia suscitada por el COVID-19. Su contribución al mercado de trabajo y su potencial a desarrollar es muy relevante, suponiendo beneficios económicos y sociales para las empresas, los trabajadores y la sociedad en general. Una investigación llevada a cabo en 2020 sobre la satisfacción laboral y el estrés en los trabajadores presenciales y teletrabajadores de una universidad pública en Costa Rica reveló que los teletrabajadores tienen mayor satisfacción y menos estrés considerándose como una opción positiva frente al trabajo presencial en cuanto a niveles de satisfacción y estrés.
Beneficios para los empleados:
- Reducción de costes de desplazamiento.[37]
- Disminución del riesgo de accidentes de tráfico.
- Mejor planificación del trabajador entre su tiempo con la familia y sus actividades laborales.[38]
- Flexibilización de la jornada laboral.[39]

Beneficios para las empresas:
- Reducción de costes de infraestructura.
- Incremento de productividad con empleados motivados.
- Reducción del ausentismo laboral.
- Acceso a una mayor reserva de talento.[40]

Inconvenientes:
- Reducción del tiempo de socialización entre los empleados.
- Disminución de actividad física de los trabajadores.[42]
- Desconfianza por parte del empleador con respecto a sus empleados y el cumplimiento de las actividades asignadas.
- Dificultad para el trabajo en equipo, el teletrabajo promueve una actividad más individual e independiente.
- Necesidad del uso de recursos propios por parte del empleado para llevar a cabo las actividades asignadas.
- Dificultad para separar vida personal de la vida laboral.